# Ghetto de Rohatyn
Le ghetto de Rohatyn est un ghetto juif créé par les nazis en août 1941 à Rohatyn, alors dans le district de Galicie du Gouvernement général de Pologne (aujourd'hui en Ukraine). Après plusieurs opérations de déportation et d'extermination, il est liquidé en juin 1943 ; environ 7 000 Juifs du ghetto périssent durant ces deux années.

## Histoire

### Contexte
Rohatyn est une petite ville polonaise de la voïvodie de Stanisławów. Elle compte 3 282 Juifs en 1939, lorsque l'Armée rouge envahit l'est de la Pologne, dans le cadre du Pacte germano-soviétique. Les Polonais subissent la répression soviétique, les institutions juives sont dissoutes et certains Juifs sont déportés en Union soviétique,.
Les troupes allemandes de l'opération Barbarossa investissent Rohatyn au début du mois de juillet 1941 ; la ville est sous administration militaire jusqu'en août, puis passe sous administration civile au sein de l'arrondissement (Kreis) de Brzeżany. Dès les premiers jours de l'occupation, les Juifs font l'objet de persécutions : les 6 et 9 juillet, la police ukrainienne et les forces allemandes, respectivement, attaquent la population juive,.

### Établissement du ghetto et conditions de vie
En juillet 1941, les autorités allemandes instaurent un conseil juif (Judenrat), composé pour l'essentiel de notables juifs du kehilla d'avant-guerre, complétés de réfugiés, ainsi qu'une police juive, constituée de membres d'un club sportif,,.
Le mois suivant, les Allemands ordonnent à la communauté juive de se concentrer dans un quartier de la ville, situé entre la rivière Hnyla Lypa et la place du marché, qui devient un ghetto ouvert, dont les deux entrées sont surveillées par la police juive ; en septembre, ses habitants se voient interdire d'en sortir et sont forcés de porter un brassard distinctif. Le ghetto est ceint d'une clôture et est entièrement isolé du reste de la ville l'année suivante, en novembre 1942, ce qui n'empêche pas le marché noir de perdurer. La surpopulation (une seule pièce est dévolue à chaque famille) et les pénuries alimentaires sont la source d'une mortalité accrue dès l'hiver 1941, tandis que le typhus et la dysenterie prolifèrent, une épidémie du premier atteignant son paroxysme pendant l'hiver 1942,. 
Les Allemands, après avoir exigé la collecte d'un million de złotys en août 1941, imposent au Judenrat, récalcitrant, la confiscation des biens juifs et l'organisation du travail forcé ; il est également chargé de la distribution de la nourriture dans le ghetto. Les résidents du ghetto astreints au travail forcé l'effectuent en-dehors de celui-ci, dans des usines allemandes ou à la construction de routes ; au printemps 1943, plusieurs centaines de Juifs sont également déportés dans le camp de travail de Borki Wielkie, à proximité de Ternopol.

### Aktions et liquidation du ghetto
La première Aktion d'ampleur est opérée sous les ordres du Hauptsturmführer Hans Krüger, à la tête de la Sicherheitspolizei (Sipo) de Stanisławów (une soixantaine de kilomètres au sud de Rohatyn), le 20 mars 1942 : la gendarmerie allemande, aidée de policiers ukrainiens, rassemble les Juifs sur la place du marché, les y fait patienter de longues heures, puis les conduit en camions à proximité de la gare, où la Sipo exécute par balles 1 820 personnes (selon les données compilées par le Judenrat) ; un millier de Juifs survit et est rejoint dans les mois qui suivent par des Juifs des alentours,.
Une nouvelle Aktion est menée par la Sipo (ou la Gestapo) de Ternopol, avec l'aide de la gendarmerie allemande et de la police auxiliaire ukrainienne, les 21 septembre et 22 septembre 1942 : elles ratissent le ghetto et déportent au moins 700 Juifs par convoi ferroviaire à destination du centre d'extermination de Bełżec, tandis que 300 personnes sont abattues sur place, à proximité de l'hôpital. Comprenant le sort que l'occupant leur réservait, de nombreux Juifs ont aménagé des caches dans le ghetto les mois précédents, d'autres cherchant à se dissimuler dans les quartiers aryens à l'extérieur du ghetto, ; en outre, des policiers juifs préviennent la population juste avant le début de l'action.
Le mois suivant, des populations juives de Bourchtyn, Bilchivtsi, Boukatchivtsi et d'autres petites localités environnantes sont déplacées au sein du ghetto, qui compte jusqu'à 4 000 ou 5 000 habitants,,.
Une troisième opération de déportation est conduite par la Sipo de Ternopol le 8 décembre 1942 durant laquelle environ 1 400 Juifs sont déportés vers Bełżec et 500 autres exécutés sur place,. 
La liquidation du ghetto a lieu du 6 au 9 juin 1943, lorsque la Gestapo de Lviv et la Sipo de Ternopol, appuyées par la gendarmerie allemande et la police auxiliaire ukrainienne, raflent environ 2 500 Juifs et les exécutent par balle près du cimetière juif, puis incendient le ghetto pour éliminer les survivants,,.
Selon le récit de survivants du ghetto relaté par l'historien Isaiah Trunk, des habitants du ghetto, des membres de la police juive et des membres du Judenrat auraient établi un bunker dans la forêt environnante et l'auraient approvisionné en armes et en rations alimentaires ; revenus dans le ghetto, ils auraient été exécutés par la police allemande le 6 juin 1943 (date qui correspond au début de la liquidation du ghetto). L'Encyclopedia of Camps and Ghettos, 1933–1945 évoque quant à elle une résistance armée rapidement écrasée, lors de la liquidation.
Au total, le nombre de Juifs du ghetto de Rohatyn exterminés par les nazis est estimé par l'Encyclopedia of Camps and Ghettos, 1933–1945 à 7 000 : 5 000 sur place et 2 000 au centre d'extermination de Bełżec ; d'autres estimations sont supérieures.

## Images

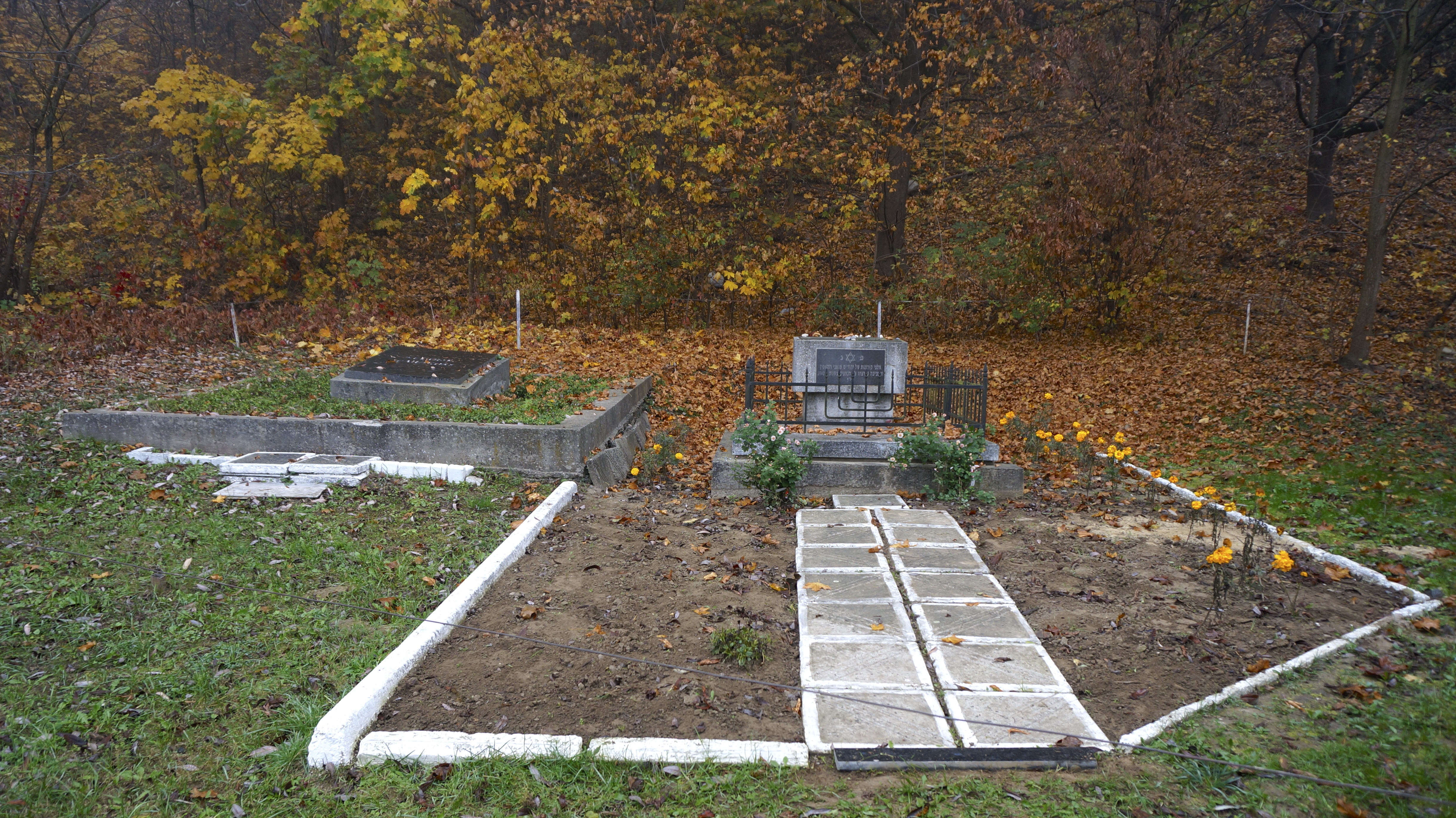
Mémorial.
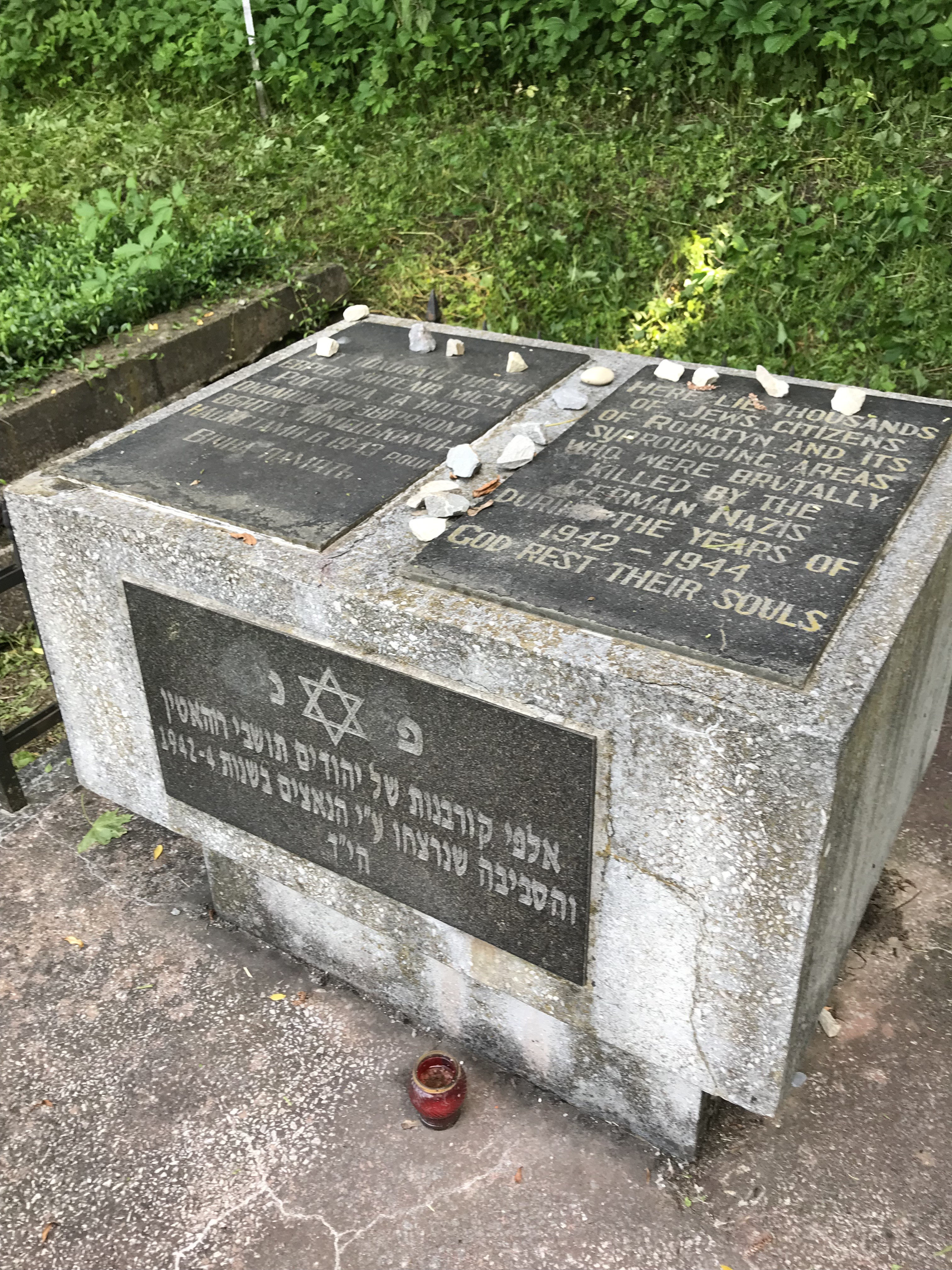
Détail de la dédicace.
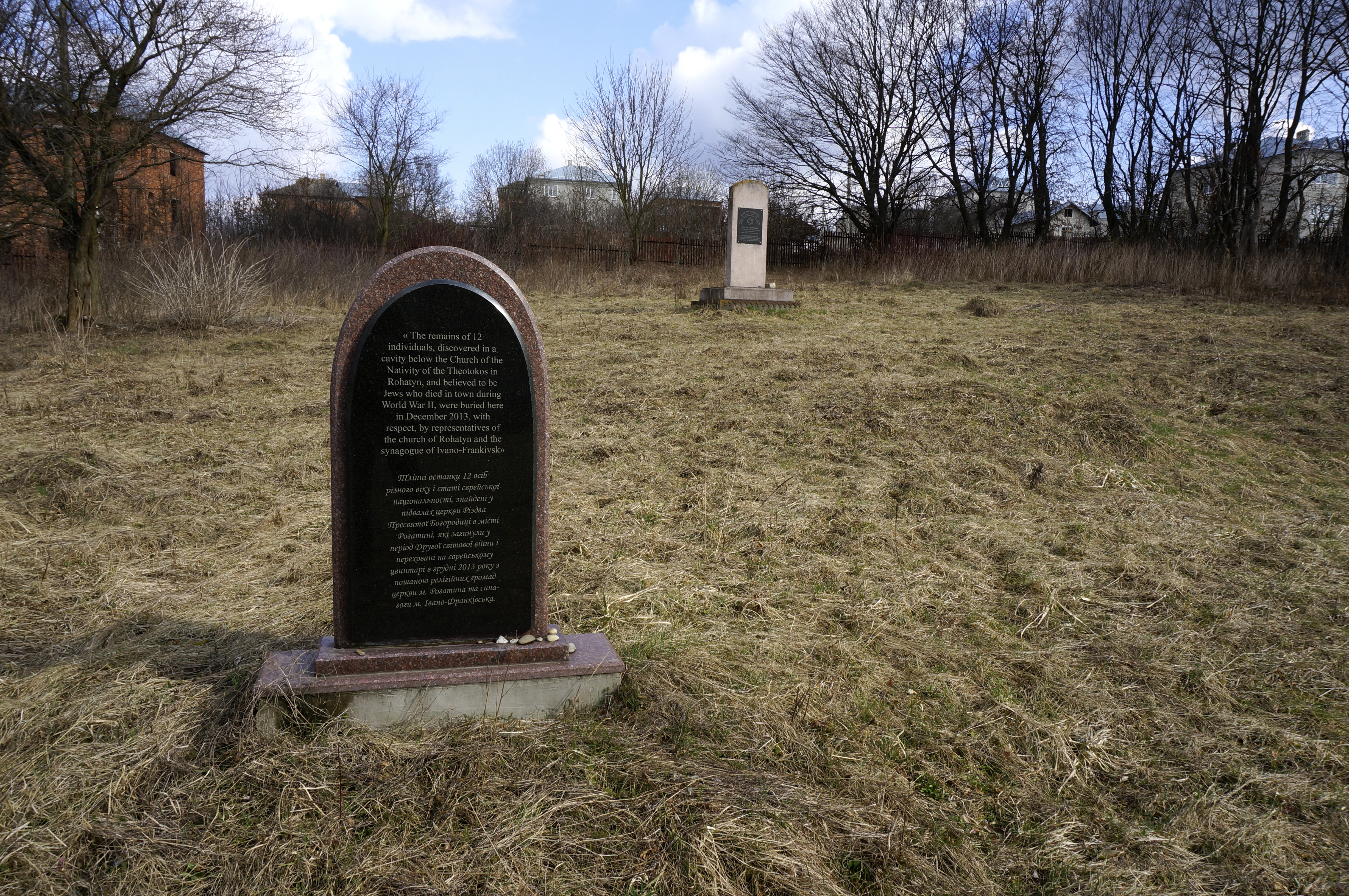
Deux monuments du cimetière juif pour douze sépultures, élevé en décembre 2013.
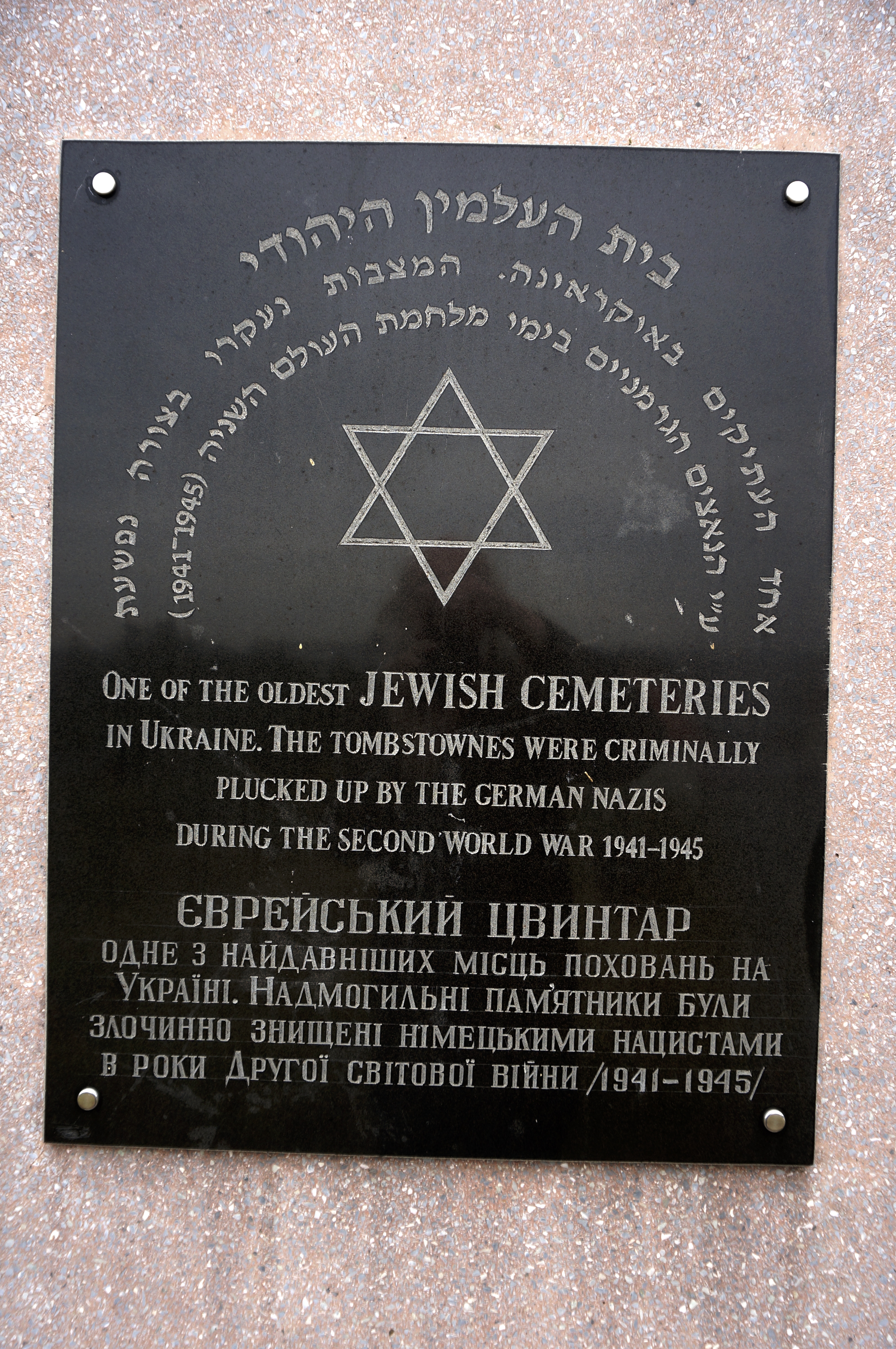
Et dans le vieux cimetière juif.